# Sân bay Tumbura
Sân bay Tumbura (IATA: n/a, ICAO: HSTU) là một sân bay ở thị trấn Tumbura, bang Tây Equatoria, Nam Sudan.

## Vị trí
Sân bay Tumbura nằm gần biên giới quốc tế với Cộng hòa Dân chủ Congo và Cộng hòa Trung Phi.
Vị trí này cách Sân bay quốc tế Juba khoảng 465 km (289 mi) về phía tây bắc. Sân bay Tumbura nằm ở độ cao 680 mét (2.230 ft) trên mực nước biển. Nó có một đường băng không trải nhựa, với chiều dài 1.247 mét (4.091 ft).